# Axylia gabriellae
Axylia gabriellae là một loài bướm đêm trong họ Noctuidae.